# Zdzisław Zagórski
Zdzisław Zagórski – polski socjolog, dr hab. nauk humanistycznych, profesor nadzwyczajny Instytutu Socjologii Wydziału Nauk Społecznych Uniwersytetu Wrocławskiego i Katedry Nauk Humanistycznych Wydziału Zarządzania Wyższej Szkoły Oficerskiej im. Tadeusza Kościuszki.

## Życiorys
Obronił pracę doktorską, 4 czerwca 1993 habilitował się na podstawie dorobku naukowego i pracy zatytułowanej Społeczeństwo Polski Współczesnej. Strukturalne konsekwencje reglamentacji. Otrzymał nominację profesorską. Został zatrudniony na stanowisku profesora na Wydziale Podstawowych Problemów Techniki w Wyższej Szkole Oficerskiej im. Tadeusza Kościuszki, a także w Wałbrzyskiej Wyższej Szkole Zarządzania i Przedsiębiorczości.
Objął funkcję profesora nadzwyczajnego w Instytucie Socjologii na Wydziale Nauk Społecznych Uniwersytetu Wrocławskiego a także w Katedrze Nauk Humanistycznych na Wydziale Zarządzania Wyższej Szkoły Oficerskiej im. Tadeusza Kościuszki.